# Aechmea victoriana
Aechmea victoriana · Aechmée victorienne, Aechméa victorienne
Espèce
Classification phylogénétique
Synonymes
- Aechmea capixabae L.B.Sm.
- Aechmea victoriana var. discolor M.B.Foster
- Aechmea victoriana var. victoriana
- Lamprococcus victorianus (L.B.Sm.) L.B.Sm. & W.J.Kress
- Lamprococcus victorianus var. discolor (M.B.Foster) L.B.Sm. & W.J.Kress

L'Aechmée victorienne ou Aechméa victorienne (Aechmea victoriana) est une espèce de plantes de la famille des Bromeliaceae, endémique de la forêt atlantique (mata atlântica en portugais) au Brésil.

## Synonymes
- Aechmea capixabae L.B.Sm.
- Aechmea victoriana var. discolor M.B.Foster
- Aechmea victoriana var. victoriana
- Lamprococcus victorianus (L.B.Sm.) L.B.Sm. & W.J.Kress
- Lamprococcus victorianus var. discolor (M.B.Foster) L.B.Sm. & W.J.Kress